# Ragnar Blom
Set Ragnar Blom, född 7 februari 1921 i Avesta, död 10 februari 2010, var en svensk fotbolls- och bandyspelare. Han spelade allsvenskt i båda sporterna för Hammarby IF och AIK.

## Fotbollskarriär
Blom började spela fotboll i Avesta AIK. Han gick därefter över till Avesta IF, där det blev A-lagsdebut som 15-åring i både fotboll och bandy. Därefter blev det en kort period i IK Sture innan Blom värvades av Hammarby IF.
1946 gick Blom över till AIK. Han gjorde sin allsvenska debut den 8 september 1946 i en 2–1-vinst över Degerfors IF. Totalt spelade han tre ligamatcher för AIK under säsongen 1946/1947.
Därefter spelade Blom några år i Sundbybergs IK. Blom återvände sen till Hammarby IF som han var med och spelade upp i Allsvenskan 1954.

## Bandykarriär
Blom representerade både Hammarby IF och AIK i Allsvenskan. Han spelade även för Djurgårdens IF.
Mellan 1957 och 1963 samt 1967–1971 var Blom lagledare i Hammarby IF.